# 辺渓駅

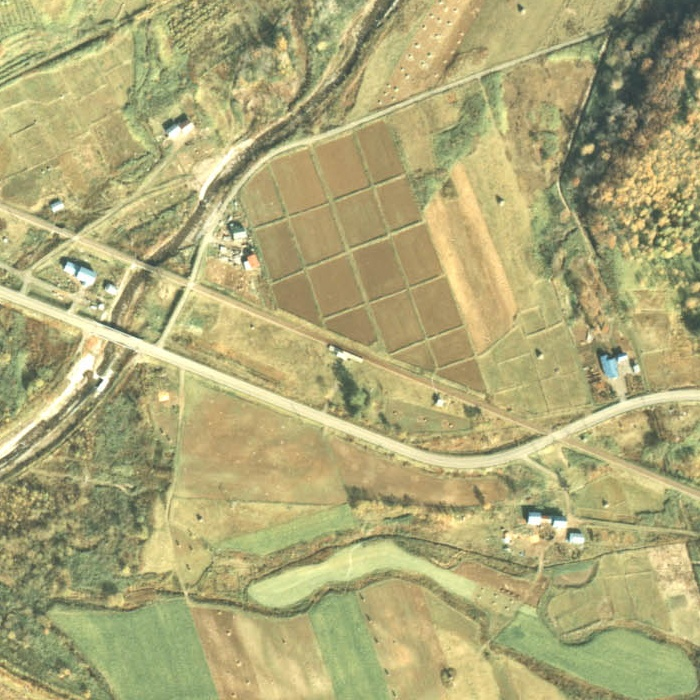
駅周辺を写した航空写真。画像中央が辺渓駅、左方向が美深駅方面、右方向が仁宇布駅方面。1977年度撮影。

辺渓駅（ぺんけえき）は、北海道中川郡美深町字辺渓にあった日本国有鉄道（国鉄）美幸線の駅（廃駅）である。事務管理コードは▲122703。

## 歴史
- 1964年（昭和39年）10月5日 - 日本国有鉄道美幸線美深駅 - 仁宇布駅間開通に伴い開業[1][3]。旅客のみ取扱い[1]の無人駅[4]。
- 1985年（昭和60年）9月17日 - 美幸線の廃線に伴い廃止となる[1]。

### 駅名の由来
当駅の所在する地名より。地名は、アイヌ語の「ペンケ（penke）」（川上の～）に由来する。本田貢はペンケニウプ川を表す「ペンケニウプ（penke-niwpu）」（川上の・ニウプ川）の上部から、としている。

## 駅構造
廃止時点で、単式ホーム1面1線を有する地上駅であった。ホームは線路の南側（仁宇布方面に向かって右手側）に存在した。開業時からの無人駅で駅舎はないが、ホーム上に待合室を有した。

## 利用状況
乗車人員の推移は以下のとおり。年間の値のみ判明している年については、当該年度の日数で除した値を括弧書きで1日平均欄に示す。乗降人員のみが判明している場合は、1/2した値を括弧書きで記した。
| 年度               | 乗車人員 | 乗車人員 | 出典  | 備考 |
| 年度               | 年間     | 1日平均  | 出典  | 備考 |
| ------------------ | -------- | -------- | ----- | ---- |
| 1978年（昭和53年） |          | 10       | [ 8 ] |      |

## 駅周辺
- 仁宇布川
- ペンケ十号川 - 美幸線のコンクリート橋が残存している。
- 名士バス「辺渓公民館」停留所

## 駅跡
2000年（平成12年）時点で跡形もなく、駅近くのコンクリート橋のみが残存していた。2011年（平成23年）時点で駅跡は原野になっており遺構は全く残っていない。

## 隣の駅
日本国有鉄道
美幸線
東美深駅 - 辺渓駅 - 仁宇布駅